# 阿伦拉特
阿伦拉特是德国莱茵兰-普法尔茨州的一个市镇。总面积6.77平方公里，总人口325人，其中男性162人，女性163人（2011年12月31日），人口密度48人/平方公里。